# Кекур (Верхотурский городской округ)
Кекур — упразднённая в ноябре 2001 года деревня в Свердловской области, входила в состав Верхотурского района.

## Географическое положение
Деревня Кекур муниципального образования Верхотурский городской округ Свердловской области расположена в 55 километрах (по автотрассе в 62 километрах) к востоку-юго-востоку от города Верхотурье, на правом берегу реки Тура.

## История деревни
Слово кекур означает небольшая отдельная скала.
В ноябре 2001 года деревня Кекур была упразднена.